# Якличі
Я́кличі —  село в Україні, у Сосницькій селищній громаді Корюківського району Чернігівської області.
До 2020 орган місцевого самоврядування — Спаська сільська рада.

## Історія
Давнє поселення юхновської культури в урочищі Лазарка над Старою Десною. Сіверянське поселення Якличі, назва якого занесена переселенцями зі Словенії. 
Ще за поляків згадуються Якличі Нижні і Вищі на березі річки Десни. За польськими архівами Петро Кулаковський доводить, що 1621 року Якличі належали Мартину Бочковському, а потім були куплені Олександром Пісочинським у Марка Садовського у 1638 році А за московської держави належали Семену Лакисову (Семену Опанасову і Семену Андросову?) і сплачували податок у вигляді 3 пудів меду.
На початку 18 ст. — 3 двори і пасіка Филимона Шатили. У 1781 р. — сотниці Шафонській належало 24 хати і 10 хат бобровників. Крім посполитих, здавна в селі жили козаки. 1810 р. — 93 ревізькі душі. За переписом 1897р. — 78 дворів, 463 жителі. У 1924р. — 78 дворів і 477 жителів. 2014 р. — жителів.
Опанас Шафонський у 1811 р. помер саме в Якличах.
12 червня 2020 року, відповідно до розпорядження Кабінету Міністрів України № 730-р «Про визначення адміністративних центрів та затвердження територій територіальних громад Чернігівської області», увійшло до складу Сосницької селищної громади.
19 липня 2020 року, в результаті адміністративно-територіальної реформи та ліквідації Сосницького району, увійшло до складу Корюківського району Чернігівської області.

## Населення

### Мова
Розподіл населення за рідною мовою за даними перепису 2001 року:
| Мова       | Кількість | Відсоток |
| ---------- | --------- | -------- |
| українська | 155       | 97.48%   |
| російська  | 4         | 2.52%    |
| Усього     | 159       | 100%     |